# Panther (console de jeux vidéo)
La Panther (ou Atari Panther) est une console de jeu vidéo 32-bit conçue avant la sortie de la Jaguar. Elle a été développée par Flare II, la même équipe issue de Sinclair Research qui avait réalisée le Flare One et le Konix Multisystem. La sortie de la console dans le commerce était programmée pour 1991 mais Atari Corp. a décidé d'abandonner le projet en faveur de la Jaguar.

## Description
Impressionné par leur travail sur Konix Multisystem, Atari persuade Flare Technology de fermer et relancer une entreprise commune pour réaliser des projets communs. Atari Corp. fournit les fonds et détient 80 % de l'entreprise lancée en juin 1989. Flare II commence tout d'abord à travailler sur le design de deux consoles pour Atari. La première console appelée Panther est basée sur une architecture 32-bit, et la seconde appelée Jaguar est basée sur une architecture 64-bit. Cependant, la conception de la Jaguar progresse plus vite que celle de la Panther et Atari Corp. décide d'annuler le projet Panther pour se concentrer sur la Jaguar, beaucoup plus prometteuse.
Martin Brennan, un des concepteurs de la console, propose le nom Panther, inspiré par le récent achat de sa femme, une Panther Kallista. La Panther a également inspiré le nom de la Jaguar.
La Panther est composée de 3 puces dont un Motorola 68000 cadencé à 16 MHz, un processeur orienté objet nommé Panther et un processeur son Ensoniq appelé Otis comptant 32 canaux sonores (probablement un ES5505). La Panther pouvait afficher 8 192 couleurs dans une palette 18-bit, palette de 262 144 couleurs. La console pouvait afficher 65 535 sprites de n'importe quelle taille simultanément,,.
La Panther n'est jamais passée en production et a été abandonnée au profit de la Jaguar.

## Spécifications techniques

### Processeur
- Motorola 68000 16 bits cadencé à 16 MHz

### Graphique
- Processeur 32-bit Panther 32 MHz orientée objet (du projet "Blossom")
- 65 536 sprites simultanément
- scrolling
- Résolution : 320 x 200 pixels
- 7860 couleurs à la fois, max. 32 dans une rangée
- Palette de couleurs: 262.144 couleurs
- Antennes, RVB - et sorties S-vidéo
- Genlock

### Audio
- Puce Ensoniq Otis
- 8 MIPS
- DSP 29-bit
- 16 bits stéréo PCM son
- 32 votes
- 8 ko de RAM PCM
- Sorties stéréo pour casque d'écoute

### Mémoire
- RAM : 32 ko
- ROM: 64 ko

### Autre
- Modules : maximum taille 6 Mo
- 2 ports joystick multifonctions
- joystick 3 boutons

## Liste de jeux
Trois jeux étaient prévus sur la Panther. Tous ces jeux seront réécrits pour tourner sur Jaguar dès l'abandon de la Panther
- Cybermorph
- Trevor McFur in the Crescent Galaxy
- Raiden